# Trigun
A Trigun (トライガン; Toraigan) japán mangasorozat. Írta és illusztrálta Naitó Jaszuhiro, 1995 és 2007 között összesen 17 kötet jelent meg. A manga a Shonen Captain magazinban jelent meg 1995 és 1997 között, majd 1998 és 2007 között a Young King Oursben Trigun Maximum (トライガンマキシマム, Toraigan Makishimamu, a Trigun Maximum japán átirata) címmel.
1998-ban a Madhouse stúdió készítette el az anime sorozatot, amit a TV Tokyo kezdett vetíteni 1998. április 1. – szeptember 30. között, összesen 26 résszel.
Televízióban először az A+ vetítette magyar szinkronnal 2005. év őszétől, majd később az Animax is műsorára tűzte. Az animét eredetileg az RTL Klub rendelte be, de 16-os korhatár miatt nem vetítette le és átadta az A+ adónak. Később a Klub Publishing kiadta DVD-n.
A cím pontos összetétele és jelentése ismeretlen. A Tri rész kiejtését a japánok "toráj"-ként nevezték meg, ami a - próbát jelentő - angol try kifejezés kiejtése lenne. Ellenben az angoloknál egybeírva nem létezik ilyen szóösszetétel - betűváltozással együtt ráadásul, illetve az elején összevonva nem értelmes a tri kifejezés "harmadszor" jelentésével sem. (Az amerikaiak az Alien³ esetén használtak ilyen kifejezést egyedi stílusban.) A magyar szinkron írás szerinti tri kiejtést választott és nem alkalmazott egyéb magyar címet.[forrás?]

## Cselekmény
A Trigun egy western köntösbe bújtatott sónen manga, aminek főszereplője Eszeveszett Vash más néven a Humanoid Tájfun, akit a Bernardelli Biztosítási Társaság két munkatársa követ, hogy megpróbálják minimalizálni az általa okozott károkat. A kár legnagyobb részét, azonban nem Vash, hanem a rá vadászó fejvadászok okozták, Vash fejére ugyanis 60 milliárd dupladolláros vérdíjat tűztek July város elpusztításáért. Vash amnéziája miatt nem emlékszik tisztán a város elpusztítására. Utazásai alatt a bajba került emberek életét próbálja megmenteni és alkalomadtán egy rejtélyes múlttal rendelkező pap, Nicholas D. Wolfwood is csatlakozik hozzá.
A történet alatt megismerhetjük Vash múltját és a Gunsmoke nevű bolygón élő emberi társadalom történetét. Ahogy a történet vége felé közeledünk, az egyre sötétebb lesz Vash ellenségei és testvére, Millions Knives megismerése révén.
|  | Alább a cselekmény részletei következnek! |

## Szereplők

### Eszeveszett Vash
Egy gondtalan mesterlövész, aki szeretetet és békét akar hozni a Földre. Nagyon derűs embernek ismerjük meg, akitől távol áll a komolyság. Hidegvérét és jókedvét a zűrös helyzetekben is megőrzi, de a szemlélők olyankor nagyon komolynak és elszántnak vélik. Ha valakivel beszélget, akkor mindig egy hatalmas vigyorral teszi, amiről Wolfwood minden alkalommal megállapítja, hogy egy hamis mosoly. A városokban ahol megfordul, az emberek Humanoid Tájfunnak vagy egy emberi katasztrófának nevezik és próbálnak minél távolabb maradni tőle. Múltjáról kiderül, hogy ő egy mesterséges, emberek által teremtett energiaforrásból származó lény. A Gunsmoke nevű bolygón élt társadalomból származik, aminek ő és ikertestvére, Knives az utolsó egyedei. Kiskorukban nem egyeztek elképzeléseik és így elváltak egymástól, ekkor vesztette el bal karját is, aminek hiányát egy fegyverré alakítható mesterséges karral pótolja. Knives Vash esküdt ellenségévé válik. Vash a történet során többször szembekerül a Knives által felbérelt harcosokkal és végül vele is meg kell küzdenie. A végső harc Vash győzelmével zárul.
- Hangjai:
  - japán: Onoszaka Maszaja (fiatal: Mijata Kóki)
  - angol: Johnny Young Bosch (fiatal: Bryce Papenbrook)
  - magyar: Juhász Zoltán (fiatal: Jelinek Márk).

### Meryl Stryfe és Milly Thompson
A Bernardelli Biztosító Társaság két munkatársa, akiknek küldetése, hogy kövessék Vasht, és felmérjék az általa okozott kárt. A történet elején folyton a véletlennek köszönhetik a Vashsal való találkozásaikat, és kezdetben nem is hiszik el, hogy ő valóban a Humanoid Tájfun, később azonban meggyőződnek róla, és megtapasztalják, hogy nem olyan rossz, mint amilyennek beállították.
- Meryl Stryfe hangjai:
  - japán: Curu Hiromi
  - angol: Dorothy Melendrez (Badlands Rumble: Luci Christian)
  - magyar: Nyírő Eszter.
- Milly Thompson hangjai:
  - japán: Jukino Szacuki
  - angol: Lia Sargent (Badlands Rumble: Trina Nishimura)
  - magyar: Mezei Kitty.

### Nicholas D. Wolfwood
Wolfwood egy pap, akinek különleges ismertetőjegye az egyedi, majd' ember nagyságú „kereszt”, amelyet mindig magával hord és számos fegyver található benne. A történet során az ő és Vash útja többször keresztezi egymást. Találkozásaik alatt sokszor keverednek konfliktusba, ennek forrása, hogy a gyilkolásról való nézeteik gyökeresen különböznek egymástól. Mindezek ellenére jó barátokká válnak, azonban Wolfwood a történet végét már nem éli meg, mivel az egyik Gung-Ho Bárddal folytatott küzdelmében halálosan megsebesül.
- Hangjai:
  - japán: Hajami Só
  - angol: Jeff Nimoy (Badlands Rumble: Brad Hawkins)
  - magyar: Láng Balázs.

### Millions Knives
Knives a történet főgonosza, Vash ikertestvére. Konfliktusuk forrása, hogy Knives rengeteg ember halálát okozta, többek között Remét is, mikor a Földről érkező hajók rendszerében szándékosan hibát idézett elő, aminek következményeként több hajó lezuhant. Akárcsak Vash, ő is egy, az emberek által teremtett mesterséges energiaforrásból származó lény. Míg Vash az emberekért, a szeretetért és a békéért küzd, addig Knives megveti, gyűlöli az emberi fajt, célja ebből adódóan a faj teljes kiirtása. A történet során bérgyilkosokat küld, hogy Vash életére törjenek.
- Hangjai:
  - japán: Furuszava Tóru (fiatal: Ota Maszamicsi)
  - angol: Bo Williams (fiatal: Joshua Seth)
  - magyar: Tóth Roland (fiatal: Baráth István)

### Rem Savarem
Vash és Knives mentora, gyakorlatilag ő nevelte kettejüket, amíg élt. Vash számára Rem tanította meg az élet értékét, és neki köszönhető, hogy később olyanná vált, amilyen. Legfontosabb tanítása, hogy senkinek nem áll jogában elvenni más életét. Mikor Vash döntésképtelen helyzetbe kerül, mindig azt kérdezi magától, mit tenne Rem az ő helyében. Rem készítette Vashnak a jellegzetes vörös köpenyét és úgy tűnik Vash szerette őt.
- Hangjai:
  - japán: Hiszakava Aja
  - angol: Bridget Hoffman
  - magyar: Molnár Ilona

### Legato Bluesummers
Knives fanatikus csatlósa és a Gung-Ho Bárdok vezetője. Telepatikus ereje van Vash bal karjának köszönhetően, amit Knives adott neki. Ugyancsak Knives küldi, hogy Vashnak annyi szenvedést okozzon amennyit csak tud. Legato az egyik város lakóit az erejével arra kényszerítette, hogy öljék meg Merylt és Millyt Vash szeme láttára. Vashnak egy lehetősége volt, hogy ez ne következzen be: meg kell ölnie Legatót, ő azonban sosem ölt embert és nem is akar. Legato letérdelt és Vash pisztolyához nyomta fejét, majd parancsot adott a két nő megölésére. Vash két rossz közül a kisebbet választotta és végzett Legatóval.
- Hangjai:
  - japán: Szeki Tosihiko
  - angol: Richard Hayworth
  - magyar: Varga Gábor

### Gung-Ho Bárdok
A Gung-Ho Bárdok 11 bérgyilkos, akiket Legato vezet. Azt a feladatot kapták, hogy öljék meg Vasht, azonban egyikük sem járt sikerrel, Vash mindig jobbnak bizonyul, azonban legtöbbjüket Wolfwood öli neg. Az egyik Gung-Ho Bárd, Chapel öli meg Wolfwoodot úgy, hogy Legato irányítja a karjait.

## Magyarul
- Trigun, 1-2.; ford. Oroszlány Balázs; Delta Vision, Bp., 2008–2009